# Schubert-Band
Die  Schubert-Band war eine Rockband in der DDR. Sie wurde 1973 als Sieghart Schubert-Formation gegründet. Zu den Mitgliedern zählten die Sänger Holger Biege und Katrin Lindner sowie der Geiger Hans Wintoch.

## Geschichte
Die Sieghart Schubert-Formation wurde vom Komponisten, Posaunisten und Keyboarder Sieghart Schubert und weiteren Musikern als Jazzrockband gegründet. Zur Besetzung gehörten unter anderem drei Bläser. 1975 gab es mehrere Umbesetzungen, und fortan spielte die Band melodiöse Rock- und Popmusik. Zu den Mitgliedern gehörten ab 1975 der Sänger Holger Biege und der Bassgitarrist Peter Rasym. Weitere Mitglieder waren Hans Wintoch (Geige), Eberhard Struch (Gitarre), Hans-Joachim Müller (Perkussion) und Schlagzeuger Wolfgang Stielke. Der erste Hit war Sommer ade. Biege startete 1976 eine Solokarriere und wurde durch die Sängerin Katrin Lindner ersetzt, die bereits einige Monate in der Band war. Lindner war zuvor Mitglied der Bands College Formation und Wir gewesen. Hans Wintoch verließ die Band 1978. Im Folgejahr übernahm Mike Demnitz die Bassgitarre.
1978 erfolgte die Umbenennung in Schubert-Band. Mit der Umbenennung verbunden war eine Hinwendung zu rockigeren Stücken. Teilweise firmierte die Band auch als Katrin Lindner & Schubert-Band. So erschien 1981 die einzige Langspielplatte der Band, Heiße Tage, unter diesem Bandnamen. Die meisten Liedtexte schrieb Ingeburg Branoner, während Schubert die Stücke komponierte und arrangierte. Das Stück Ich bin der Clown schrieb Michael Kind.
Mit der Umbenennung 1978 erfolgte eine erneute Umbesetzung. Drei neue Musiker kamen in die Band: Gitarrist Udo Weidemüller kam von ergo und Obelisk, Bassgitarrist Michael Schiemann war vorher bei Lift, und Schlagzeuger Waldemar Janicki kam auf Umwegen von Magdeburg.
1982 verkleinerte sich die Band zum Trio Schubert, Lindner und dem Schlagzeuger Andreas Brauer. 1985 zogen sich Schubert und Lindner von der Bühne zurück und waren im eigenen Studio in Quadenschönfeld in Mecklenburg als Musikproduzenten tätig.

## Sonstiges
In einigen Quellen wird Schuberts Vorname als Sieghard angegeben.

## Diskografie

### LPs
- 1981: Heiße Tage (Amiga)

### Singles
- 1978: Himmel und Erde / Bye Bye Traurigkeit (Amiga)
- 1980: ... und wie weiter / Halt mich fest (Amiga)
- 1980: I’ve Never Been In Love / Call Me (Amiga)

### Stücke auf Samplern
Zahlreiche Titel der Band sind auf Samplern veröffentlicht worden, zuerst Sommer ade 1976 auf Hallo '76 (Amiga).